# Ryan Richards
Ryan Richards (Chatham, Kent, 24 de abril de 1991) es un jugador de baloncesto inglés. Con 2,08 metros de estatura, juega en la posición de ala-pívot.

## Trayectoria deportiva
Richards comenzó a jugar al baloncesto con los Kent Crusaders, llegando a debutar en la English Basketball League cuando todavía era un adolescente.
Pasó en 2006 al equipo juvenil del Gran Canaria. Considerado un jugador con mucha proyección, fue convocado para participar del Nike Hoop Summit de 2007, pero por cuestiones disciplinarias terminó siendo cedido al CB Agüimes y reforzando al Real Madrid en el Nike International Junior Tournament.
En 2008 rechazó la idea de pasar al Real Madrid y de jugar en el baloncesto universitario estadounidense, optando en su lugar por iniciar su carrera profesional en el Mons-Hainaut de la liga belga. Al cabo de un año regresó al club canario, que lo envió a jugar en su filial de la Liga EBA. Sin embargo, a mitad de temporada, fue cedido al B.B.C. Monthey de Suiza.
Se presentó al Draft de la NBA de 2010, donde fue elegido en la cuadragésimo novena posición por los San Antonio Spurs. Pese a ello no firmó contrato con la franquicia texana y pasó los siguientes meses inactivo, recuperándose de una operación para arreglar una lesión en sus hombros.
Volvió a la acción en septiembre de 2011, fichado por los Lugano Tigers, otro club suizo; empero, en abril de 2012,  se unió al BC Sukhumi de Georgia.
Jugó con los San Antonio Spurs en la NBA Summer League de julio de 2012, pero volvió a ser ignorado por la NBA. En consecuencia, regresó a Europa donde jugó la temporada 2012-13 con equipos polacos y austriacos. Volvió a los Estados Unidos en julio de 2013 para otra edición de la NBA Summer League, siendo una vez más desestimado por los equipos estadounidenses tras la finalización del torneo.
Luego de una breve experiencia de pretemporada en el Al-Nasr SC de los Emiratos Árabes Unidos, Richards volvió a actuar en clubes europeos de Grecia, Austria y Hungría.
En abril de 2015 retornó a Asia, esta vez fichado por el Azad University Tehran BC de la Superliga de Baloncesto de Irán. Jugó luego también en China, Líbano y Baréin. 
En septiembre de 2016 intentó por última vez incorporarse a los San Antonio Spurs, pero fue desvinculado del equipo poco antes de que culminase su campo de entrenamiento. Previo a ello, había conquistado el The Basketball Tournament con el equipo Overseas Elite.
El derrotero de Richards continuó en el KK Karpoš Sokoli de la Makedonska Prva Liga, la Liga Internacional de Baloncesto de los Balcanes y la Liga del Adriático. Aunque habían muchas expectativas puestas en él, lo cierto es que el inglés dejó el equipo en diciembre de 2016 para reforzar al club iraní Naft Abadan BC en torneos locales e internacionales.
En marzo de 2018, luego de varios meses de inactividad, el BC Vienna anunció el regreso de Richards a sus filas, sin embargo no jugaría con el equipo. En diciembre de aquel año firmó un contrato temporario con los Surrey Scorchers, pudiendo así hacer su debut en la British Basketball League, el campeonato de baloncesto más importante de su país. Su estadía allí sería muy breve, ya que en enero de 2019 se uniría al Al-Hala de Baréin y dos meses después pasaría a los Soles de Mexicali de México. En julio de ese año participó de la Copa William Jones en Taiwán con el equipo filipino Mighty Sports, conquistando el torneo acompañado de Renaldo Balkman, McKenzie Moore y Zach Graham entre otros.
Antes de la suspensión de actividades deportivas a causa del inicio de la pandemia de COVID-19 en marzo de 2020, Richards había desarrollado su temporada entre el BC Kalev/Cramo de Estonia, el Shahrdari Gorgan BC de Irán, y los Surrey Scorchers y los Plymouth Raiders del Reino Unido. 
El Phoenix Brussels anunció su incorporación en julio de 2020, haciendo así su regreso a la liga belga tras más de una década de ausencia. Sin embargo en noviembre de ese año se desvinculó del equipo -luego de haber jugado un único partido oficial- y retornó a los Surrey Scorchers para iniciar su tercer ciclo con el club.
En mayo de 2021 disputó la temporada inaugural de la BAL con el Petro de Luanda de Angola. Posteriormente partiría hacia Japón, donde jugó los siguientes dos años en equipos de las categorías inferiores del país.
El SLAC de Guinea anunció que Richards jugaría la temporada 2023 de la BAL con ellos, pero finalmente la incorporación no se completó.
Propietario del equipo Kent Panthers desde agosto de 2019, jugó la primera fase de la temporada 2023-24 de la NBL 3 con el equipo, antes de regresar al campeonato de ascenso japonés fichado por el Shinagawa City. 
En mayo de 2024 jugó con los Gaiteros del Zulia en la Superliga Profesional de Baloncesto de Venezuela.

## Selección nacional
Richards integró la selección de baloncesto de Inglaterra Sub-16 que disputó la División B del Eurobasket Sub-16 de 2006 y 2007. Posteriormente se integró a la selección juvenil de Gran Bretaña que actuaría en la División B del Eurobasket Sub-18 de 2009 y en la División B del Eurobasket Sub-20 de 2011.
Fue parte del grupo de jugadores de la selección de baloncesto de Gran Bretaña que se preparó para afrontar el torneo masculino de baloncesto de los Juegos Olímpicos de Londres 2012, pero finalmente no participó del evento pues, antes de que se escogiera el plantel definitivo, renunció al equipo nacional y manifestó su interés de jugar para Jamaica, ya que su padre era oriundo de ese país.
Volvería a representar a los británicos internacionalmente en 2017 y en 2019, en partidos de clasificación para el Eurobasket y la Copa Mundial de Baloncesto.